# شهرستان ملحان
ناحیهٔ ملحان (به عربی: مدیریة ملحان) یک ناحیه در یمن است که در استان محویت واقع شده‌است.
ناحیهٔ ملحان ۸۹٬۲۲۴ نفر جمعیت دارد.